# Heterochaenia fragrans
Heterochaenia fragrans är en klockväxtart som beskrevs av H.Thomas, Félicité och Adolphe. Heterochaenia fragrans ingår i släktet Heterochaenia och familjen klockväxter.
Artens utbredningsområde är Réunion. Inga underarter finns listade i Catalogue of Life.